# All Eyez on Me (Tupac-album)
All Eyez on Me är Tupac Shakurs fjärde soloalbum och det släpptes den 13 februari 1996. Tupac påbörjade arbetet med detta album så snart han blivit villkorligt frigiven från sitt fängelsestraff. Det var Suge Knight som stod för borgen och skivkontraktet var en del i överenskommelsen för Tupac om totalt tre album hos Suges Death Row Records. All Eyez on Me var det första av dessa tre.
Tupacs gangstermentalitet ("thug life") genomsyrade detta album på ett mycket tydligare sätt än hans tidigare album som i huvudsak präglades av politiska funderingar och kritik mot samhället.
All Eyez on Me var det första albumet i genren som spann över två skivor, således också det längsta tidsmässigt. Det kom att nå enorma framgångar försäljningsmässigt, och är än idag en av de mest sålda inom genren.

## Låtförteckning

### Skiva 1
1. "Ambitionz Az a Ridah"
2. "All Bout U" (med Snoop Dogg, Nate Dogg & Dru Down)
3. "Skandalouz" (med Nate Dogg)
4. "Got My Mind Made Up" (med Dat Nigga Daz, Kurupt, Redman & Method Man)
5. "How Do U Want It" (med KC & Jojo)
6. "2 of Amerikaz Most Wanted" (med Snoop Dogg)
7. "No More Pain"
8. "Heartz of Men"
9. "Life Goes On"
10. "Only God Can Judge Me" (med Rappin' 4-Tay)
11. "Trading War Stories" (med Dramacydal, C-Bo & Storm)
12. "California Love Remix" (med Dr. Dre & Roger Troutman)
13. "I Ain't Mad at Cha" (med Danny Boy)
14. "What'z Ya Phone No." (med Danny Boy)

### Skiva 2
1. "Can't C Me" (med George Clinton)
2. "Shorty Wanna Be a Thug"
3. "Holla at Me"
4. "Wonda Why They Call U Bitch"
5. "When We Ride" (med Outlaw Immortalz)
6. "Thug Passion" (med Jewell, Dramacydal & Storm)
7. "Picture Me Rollin'" (med Danny Boy, Syke & CPO)
8. "Check Out Time" (med Kurupt & Syke)
9. "Ratha Be Ya N.I.G.G.A." (med Richie Rich)
10. "All Eyez On Me" (med Syke)
11. "Run Tha Streetz" (med Michel'le, Mutah & Storm)
12. "Ain't Hard 2 Find" (med E-40, B-Legit, C-Bo & Richie Rich)
13. "Heaven Ain't Hard 2"